# Юссі Васара
Юссі Васара (фін. Jussi Vasara, нар. 14 травня 1987, Гельсінкі) — фінський футболіст, півзахисник клубу «Гонка».
Насамперед відомий виступами за клуб «Гонка», а також молодіжну збірну Фінляндії.

## Клубна кар'єра
У дорослому футболі дебютував 2005 року виступами за команду клубу «Гонка», кольори якої захищає й донині. У складі команди двічі (2010, 2011) вигравав Кубок фінської ліги, та Кубок Фінляндії з футболу у 2011 році.

## Виступи за збірну
Протягом 2008–2009 років залучався до складу молодіжної збірної Фінляндії, разом з якою брав участь у чемпіонаті Європи з футболу (2009). На молодіжному рівні зіграв у 6 офіційних матчах, забив 2 голи.